# 威廉·菲尔兹
威廉·菲尔兹（英語：William Fields，1929年8月6日—1992年11月20日），美国男子赛艇运动员。他曾代表美国参加1952年夏季奥林匹克运动会赛艇比赛，获得男子八人单桨有舵手金牌。